# 下韋爾比日

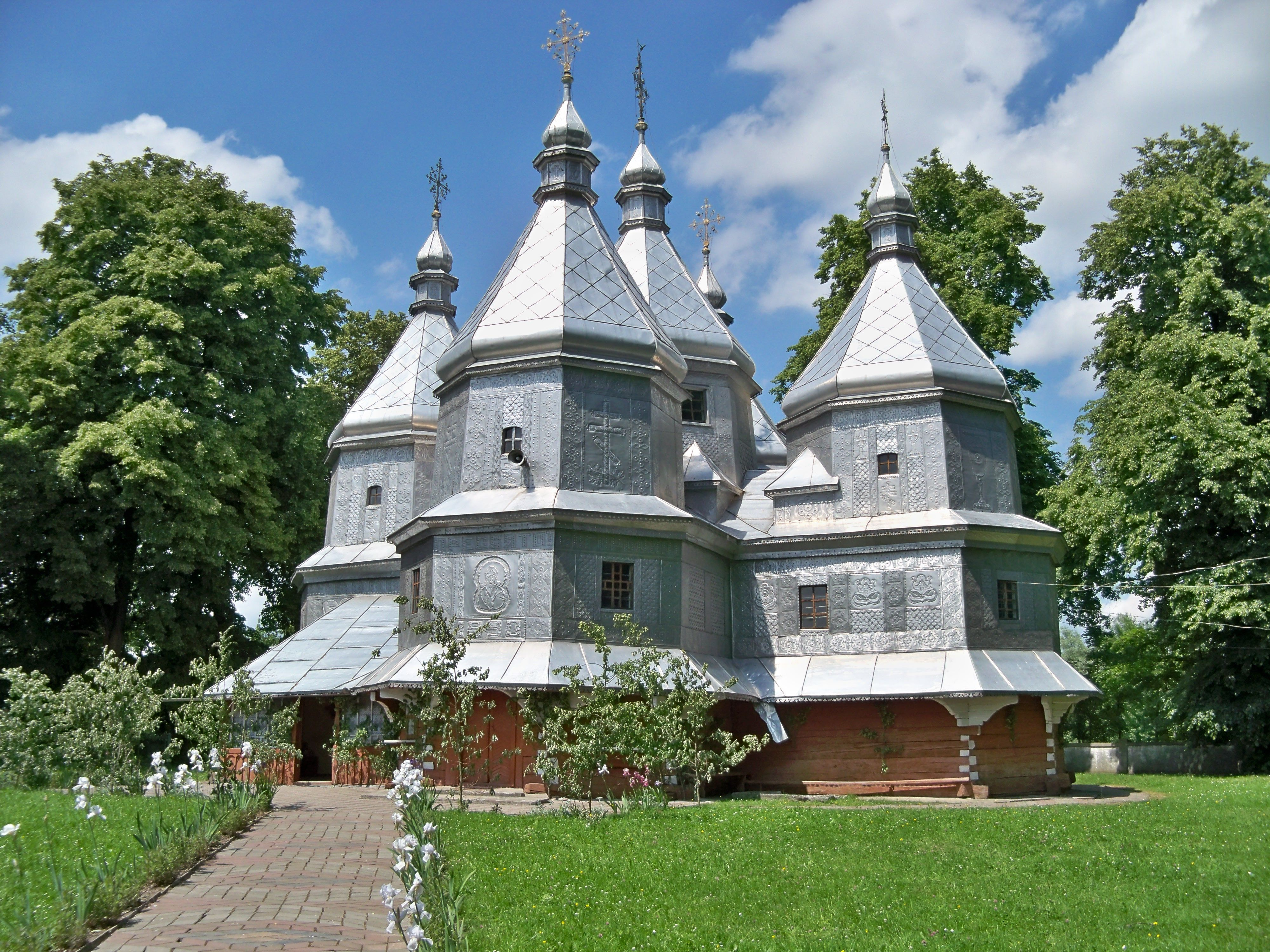
教堂

48°29′32″N 25°0′40″E / 48.49222°N 25.01111°E
下韦爾比日（羅馬化：Nyzhnii Verbizh）是烏克蘭西部伊萬諾-弗蘭科夫斯克州科洛梅亞區下韦尔比日市镇内的村落及其行政中心。面積11.94平方公里，2001年人口2,751，人口密度每平方公里230.4人。